# Kaelyn Djoparto
Kaelyn Djoparto (Paramaribo, 1 juni 2006) is een Surinaams zwemster. In 2024 deed zij mee aan de Olympische Zomerspelen in Parijs.

## Biografie
Kaelyn Djoparto heeft gezwommen bij de verenigingen VOS (Vereniging Officiers Sociëteit) aan de Verlengde Gemenelandsweg en De Dolfijn aan de Henri J. Benjaminstraat. Op 11-jarige leeftijd zwom ze met VOS al een internationale wedstrijd tijdens de Inter-Club Swim Meet in Georgetown in Guyana.
In 2022 zou ze meedoen aan de Zuid-Amerikaanse Jeugdspelen (Youth Odesur) in Rosario in Argentinië, maar voordat ze vertrok testte ze positief op corona, waardoor ze zich moest terugtrekken. Bij de meisjes junioren werd ze in 2022 uitgeroepen tot Zwemster van het Jaar.
In 2023 was ze vlaggendraagster tijdens de Pan-Amerikaanse Spelen in Chili. Hier verbrak haar persoonlijke records in de vlinderslag op de 50 meter (30,92 seconden) en 100 meter (1:08,74 minuten). Ze wist hier geen podiumplaats te bemachtigen.
In 2024 was zij een van de vijf Surinaamse deelnemers die uitgezonden werden naar de Olympische Zomerspelen in Parijs. Zij was een van de vier sporters die met behulp van een wildcard konden meereizen. Ze was op dat moment 18 jaar oud. Tijdens de spelen verbeterde ze haar persoonlijke record op de 50 meter vrije slag naar 29,99 seconden. Het was niet voldoende voor een plaats in de halve finale. Tijdens de opening was zij samen met Irvin Hoost de vlaggendrager voor Suriname.